# Ricardo Brugada (Asunción)
Ricardo Brugada, más conocido como La Chacarita, es uno de los barrios más antiguos de la capital paraguaya, Asunción. Este barrio vio nacer en 1904 al creador de la Guarania, José Asunción Flores

## Historia
Es uno de los barrios más antiguos de Asunción con características urbanistas, socioculturales, arquitectónicas, históricas y físicas peculiares. Constituye después del centro histórico una de las zonas pobladas más antiguas de la ciudad que aun mantiene a pesar de las transformaciones su “tren tujá” (tren viejo). 
El barrio habría nacido en la primera mitad del siglo XVIII, cuando se establecieron los paraguayos ya sometidos, dedicados a la pesca y comercialización de sus productos. Más tarde se habrían sumado algunos guaraníes negros y mulatos.
La zona también conocida como Chacarita, se formó en los bajos de las profundas barrancas que se extendían entre la Catedral y la Iglesia de San Blás, en las inmediaciones del sitio que ocupara el antiguo Convento de San Francisco (hoy plaza Uruguaya) y se fue extendiendo hasta alcanzar los bajos del Parque Caballero.
Algunos historiadores atribuyen el nombre de Chacarita a la presencia de pequeñas charas o chacaras, destinadas al cultivo de subsistencia. Sin embargo, el historiador Juan B. Gill Aguinaga, rechaza esta intervención afirmando que la conformación del suelo hacia esta zona, es inadecuada para uso agrícola. Según este autor se trataría de una denominación no autóctona sino de origen rioplatense.

## Toponimia
El barrio fue nombrado así por el periodista y escritor paraguayo Ricardo Brugada.

## Geografía
El barrio se encuentra situado en la ciudad de Asunción, capital de Paraguay.

## Límites
- Al norte la bahía de Asunción
- Al sur el barrio San Roque
- Al este el barrio Las Mercedes
- Al oeste los barrios Catedral y La Encarnación

El barrio Ricardo Brugada tiene como divisiones las avenidas Costanera, Saltos del Guairá, España, Tacuary, Mariscal López, Calle Bahía de Asunción, Comuneros y Río Jejui.

## Superficie
Posee 1,50 km², es un barrio con una topografía muy baja, usualmente con la crecida del río Paraguay, este barrio se vuelve inundable.

## Población
El barrio Ricardo Brugada cuenta con un total de 10.455 habitantes según el censo del 2002 de la Dirección General de Estadística, Encuestas y Censos, posicionándose en el 14° más poblado de los 68 barrios de Asunción.
La densidad poblacional es de 6.970 hab./km² aproximadamente.

## Medios de comunicación
Las principales vías de comunicación están representadas por las Avdas. España y Perú. Ambas sirven como vías de acceso al micro centro de la ciudad y son transitadas por numerosas líneas de transporte.
También atraviesan esta zona el ferrocarril y el tranvía. Las calles de la zona alta se encuentran totalmente asfaltadas y en la zona baja hay algunas empedradas.

## Transporte
Las líneas de transportes que circulan por el barrio son 30, 35, 23, 1, 44, 24, La Chaqueña, Villa Hayes.

## Instituciones y organizaciones existentes
Comisiones vecinales 
Existen tres comisiones vecinales 
- Pelopincho
- Sector Charro
- Nueva Generación

Sus objetivos son: el mejoramiento del barrio en general, la construcción de puentes, el empedrado de calles y la legalización de terrenos

## Instituciones no gubernamentales
Religiosas católicas:
- Parroquia Santa María Goretti

 Entidades sociales:
- Club Resistencia
- Club Oriental

Club 3 de febrero F.B.C Club 3 de Febrero FBC
 Servicio Sanitario:
- Policlínico Santa Maria Goretti

 Educativas:
- Colegio de la Asunción
- Colegio Cristiano 2 la Chacarita
- Escuela de Administración de Negocios (E.D.A.N.)
- Colegio cristiano (Asamblea de Dios)

 Culturales:
- Centro Cultural Paraguayo Alemán
- Centro Anglo Paraguayo

## Instituciones gubernamentales
Policiales:
- Comisaría Policial Nª 5

 Servicios sanitarios
- Cruz Roja Paraguaya
- Puesto de Salud San Felipe
- Clínica Andrés Barbero
- Banco de Ojos Fernando Oca del Valle

 Educativas
- Escuela San Felipe
- Escuela Graduada N.º 10 y Colegio Juan Ramón Dahlquist
- Colegio Vicepresidente Sánchez
- Escuela de Trabajo Social, Enfermería y Obstetricia “Instituto Doctor Andrés Barbero”, dependiente de la de Universidad Nacional Asunción.

 Municipales
- Talleres de la Municipalidad de Asunción
- Parque Caballero.